# Rawsalyn Otgonbajar
Rawsalyn Otgonbajar (mongolisch Равсалын Отгонбаяр, englisch Ravsalyn Otgonbayar, wiss. Transliteration Ravsalyn Otgonbajar; * 31. Mai 1955) ist ein ehemaliger mongolischer Boxer.

## Sport
Rawsalyn Otgonbajar trat bei den Olympischen Sommerspielen 1976 in Montreal und 1980 in Moskau an. Im Federgewichtsturnier 1976 schied er nach einem Freilos in Runde 1, in seinem Zweitrundenkampf gegen Yukio Odagiri aus. In Moskau schied er im Federgewichtsturnier ebenfalls in der 2. Runde aus. Erfolge erzielte er bei den Asienspielen 1978 in Bangkok, wo er Bronze gewann, sowie bei den Asienmeisterschaften 1980 in Mumbai (Gold) und den Weltmeisterschaften 1982 in München (Silber).